# Don't Make Me Go
Don't Make Me Go (titulada No me dejes marchar en España y No me dejes ir en Hispanoamérica) es una película de comedia dramática estadounidense de 2022 escrita por Vera Herbert, dirigida por Hannah Marks y protagonizada por John Cho y Mia Isaac. La película se proyecto en el Festival de Cine de Tribeca el 13 de junio de 2022, y fue publicada en Amazon Prime Video el 15 de julio de 2022.

## Argumento
Después de descubrir que tiene una enfermedad terminal, un padre soltero lleva a su renuente hija a un viaje por carretera a través del país para encontrar a su madre distanciada, mientras trata de enseñarle todo lo que necesita saber para el resto de su vida a lo largo del camino.

## Reparto
- John Cho como Max Park
- Mia Isaac como Wally Park
- Kaya Scodelario como Annie
- Josh Thomson como Guy Connelly
- Otis Dhanji como Glenn
- Stefania LaVie Owen como Sandra
- Mitchell Hope como Rusty
- Jen Van Epps como Nicole
- Jemaine Clement como Dale Angelo
- Hannah Marks como Tessa

## Producción
El guion escrito por Vera Herbert estuvo en la lista negra de los mejores guiones no producidos de 2012. El primer borrador tenía una fecha del 8 de junio de 2012, y se llamaba originalmente A Story About My Father. El 24 de marzo de 2021, Amazon Studios firmó para desarrollar la película, con Hannah Marks como directora y Herbert como escritor y productor ejecutivo de la película, con Donald De Line, Peter Saraf y Leah Holzer como productores. El mismo día, se anunció que John Cho había sido elegido para la película. El 13 de abril de 2021, se anunció que Mia Isaac se había unido al reparto, y Kaya Scodelario se unió al elenco el 13 de agosto de 2021. La filmación comenzó en Nueva Zelanda en mayo de 2021.

## Estreno
Don't Make Me Go fue estrenada en el Festival de Cine de Tribeca el 13 de junio de 2021, y fue publicada en Prime Video el 15 de julio de 2022.

## Recepción
La película recibió críticas mixtas. En el sitio web de revisión y reseñas Rotten Tomatoes, la película obtuvo un índice de aprobación del 54% sobre la base de 50 reseñas, con una calificación promedio de 5.9/10. El consenso de los críticos del sitio web dice: “John Cho y Mia Isaac son un par de protagonistas atractivos, pero Don't Make Me Go es una película de viaje por carretera que sigue un camino demasiado familiar”.
Kate Erbland de IndieWire le dio una B, llamadola “una alegría, desgarradora y alentadora en igual medida”. Angie Han de The Hollywood Reporter lo calificó como “un drama sólidamente agradable, anclado en una química encantadora y vivida entre John Cho y Mia Isaac como un dúo de padre e hija”, pero agregó que “una elección equivocada del tercer acto quita su vibra agridulce, dejando un regusto claramente amargo”. Michael Nordine de Variety también criticó el tercer acto de la película como “cuestionable”.